# Otto Keller (Politiker, 1916)

Otto Keller (1971)

Otto Keller (* 15. März 1916 in Arbon, TG; † 27. Oktober 2003 ebenda, reformiert, heimatberechtigt in Thal) war ein Schweizer Politiker (FDP) und Unternehmer.

## Biografie
Keller wurde am 15. März 1916 in Arbon als Sohn des Grundbuchverwalters und Kantonsrats Otto Keller senior geboren. Keller absolvierte zunächst von 1932 bis 1935 eine Ausbildung als Sanitärinstallateur in Zürich, daran anschliessend von 1936 bis 1938 ein Technikstudium an der Höheren Deutschen Fachschule für Metallbearbeitung und Installation in Aue. In der Folge war Keller zuerst von 1938 bis 1939 als Bauleiter in München, von 1942 bis 1944 als Techniker bei der Firma Sulzer AG in Winterthur, danach als Bautechniker bei Oerlikon-Bührle und schliesslich bis 1954 als technischer Angestellter bei "Max Gimmel AG" in Arbon tätig, bevor er 1954 das Heizungs- und Lufttechnikunternehmen "Otto Keller AG" gründete.
Keller trat im Jahr 1947 der Freisinnig-Demokratischen Partei bei. Im Anschluss fungierte er von 1952 bis 1959 als Sekretär der thurgauischen Kantonalpartei. Dazu vertrat er seine Partei zwischen 1953 und 1965 im Thurgauer Grossen Rat. Darüber hinaus nahm er für den Kanton in den Jahren 1964 bis 1979 Einsitz in den Nationalrat. Ferner amtierte er von 1962 bis 1979 als Präsident des Thurgauer Gewerbeverbands sowie von 1968 bis 1979 als Vorstandsmitglied des Schweizerischen Gewerbeverbands.
Otto Keller heiratete im Jahr 1943 Verena, die Tochter des Gerbers und Fabrikanten Max Gimmel. Er verstarb am 27. Oktober 2003 wenige Monate vor Vollendung seines 88. Lebensjahres in Arbon.